# Prosotas saturatior
Prosotas saturatior är en fjärilsart som beskrevs av Rothschild 1915. Prosotas saturatior ingår i släktet Prosotas och familjen juvelvingar. Inga underarter finns listade i Catalogue of Life.